# Claudia Perren
Claudia Perren (geboren 10. Januar 1973 in Berlin) ist eine deutsche Architekturtheoretikerin und Kuratorin.

## Leben
Claudia Perren wuchs in Ost-Berlin auf. Nach einem Studium der Architektur an der Kunsthochschule Berlin-Weißensee, bei Peter Wilson von Bolles+Wilson und der Cooper Union in New York City und bei Raimund Abraham absolvierte sie von 1997 bis 1998 ein Postgraduiertenstudium an der ETH Zürich bei Kurt W. Forster. Im Jahr 2005 wurde sie an der Universität Kassel mit einer Dissertation über Dan Graham und Peter Eisenman promoviert, die Gutachter der Doktorarbeit waren der Zürcher Architekt Hans Frei und der Schweizer Kunsthistoriker Philip Ursprung.
Ab 2006 lehrte sie an der Universität Sydney kuratorische Praxis, Geschichte und Theorie der Architektur und Kunst und arbeitete an der Schnittstelle von Kunst, Design und Architektur. Perren kuratierte Ausstellungen und publizierte in Australien, Deutschland und anderen Ländern. Zum 1. August 2014 übernahm Perren das Amt der Direktorin der Stiftung Bauhaus Dessau, bis sie zum 1. August 2020 als Direktorin zur Hochschule für Gestaltung und Kunst Basel wechselte.

## Schriften
- Dan Graham, Peter Eisenman. Positionen zum Konzept. Kassel University Press, Kassel 2005. (Volltext-PDF)
- mit Kristien Ring (Hrsg.): Wohnraum Moderne_Australische Architektur / Living the Modern_Australian Architecture. (anlässlich der Ausstellung Wohnraum Moderne Australische Architektur, erstmals gezeigt vom 13. September bis 11. November 2007, Deutsches Architektur-Zentrum DAZ, Berlin; Texte von Claudia Perren, Kristien Ring, Richard Blythe, Philip Drew, Philip Goad, Gevork Hartoonian, Tom Heneghan, Hannah Lewi, Elizabeth Musgrave, Peter Wilson u. a.) Hatje Cantz, Ostfildern 2007.
- mit Miriam Mlecek (Hrsg.): URBAN AU. Street/Art/Architecture. (Ausstellungskatalog) Gallery of Australian Design GAD, Canberra 2011.
- mit Miriam Mlecek (Hrsg.): URBAN AU II. (Ausstellungskatalog; mit Arbeiten von Russell Isaac Cole, Tanja Milbourne, Ben Milboune, Zap und Jumbo; Texte von Katja Aßmann, Katja Sergeeva, Din Heagney u. a.; Interviews von Rohan Ranasinghe and Benjamin Norris) Stattbad, Berlin 2013.
- mit Sarah Breen Lovett (Hrsg.): Reverse projections. Expanded Architecture at The Rocks. (Ausstellungskatalog; mit Arbeiten von Zanny Begg, Simon Weir, Kevin Liu, Edward Leckie, Lindsay Webb, Rachel Couper, Ivana Kuzmanovska, Kate Dunn, Lymesmith / Sonia van de Haar, Joshua Lynch, Richard Goodwin und Essays von Michael Tawa, Thea Brejzek, Lawrence Wallen, Kate Richards, Cristina Garduño Freeman, Antonia Fredman, Vicki Leibowitz, Yvette Hamilton, Campbell Drake, Ross Anderson, Rochus Urban Hinkel u. a.) Broken Dimanche Press, Berlin 2014.
- mit Miriam Mlecek (Hrsg.): Perception in Architecture. Here and Now. (Essays von Annett Zinsmeister, Arnaud Hendrickx, Tim Ireland, Marian Macken, William Feuerman, Suzi Attiwill, Izabela Wieczorek, Yannis Zavoleas, Malte Wagenfeld u. a.) Cambridge Scholar Publishing, 2015.
- mit Sarah Breen Lovett (Hrsg.): Expanded Architecture – Temporal Spatial Practices. (Ausstellungskatalog; mit Arbeiten von Ainslie Murray, Lindsay Webb, Eduardo Kairuz, Francis Kenna, Cottage Industries, Ryuichi Fujimura, Kate Sherman; Essays von Vladimir Belogolovsky, Paola Favaro, Billy Gruner, Thea Brejzek, Lawrence Wallen u. a.) Bauhaus Edition 47, AADR (Art Architecture Design Research), Spurbuch Baunach, 2016.
- mit Alexia Poth, Torsten Blume (Hrsg.): Große Pläne! Moderne Typen, Fantasten und Erfinder. (Ausstellungskatalog; mit Essays von Beat Wyss, Patrick Rössler, Christiane Keim u. a.) Bauhaus Edition 50, Kerber Verlag, Bielefeld 2016, ISBN 978-3-7356-0184-1.